# Stephan Huber

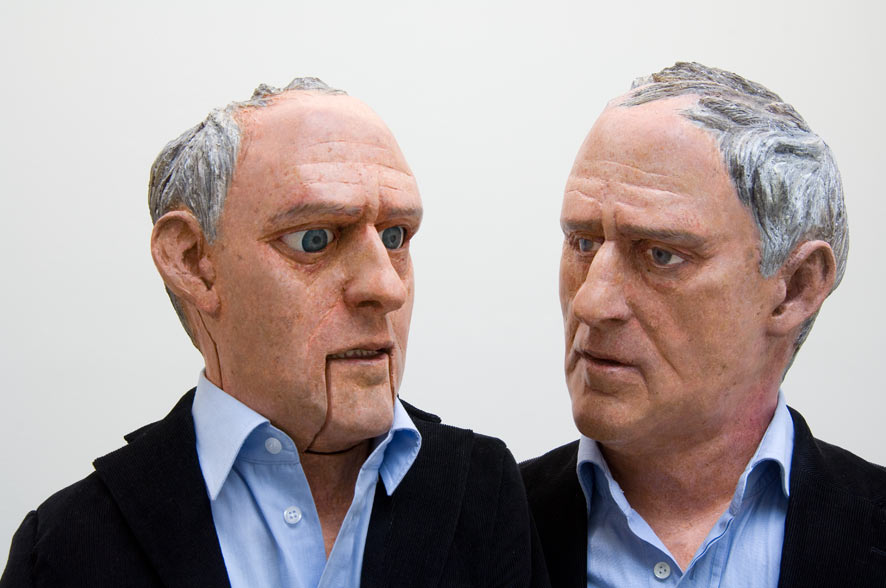
Schattensprecher, 2009, Kunstmuseum Bonn, Detail (Selbstporträt des Künstlers mit Bauchrednerpuppe)

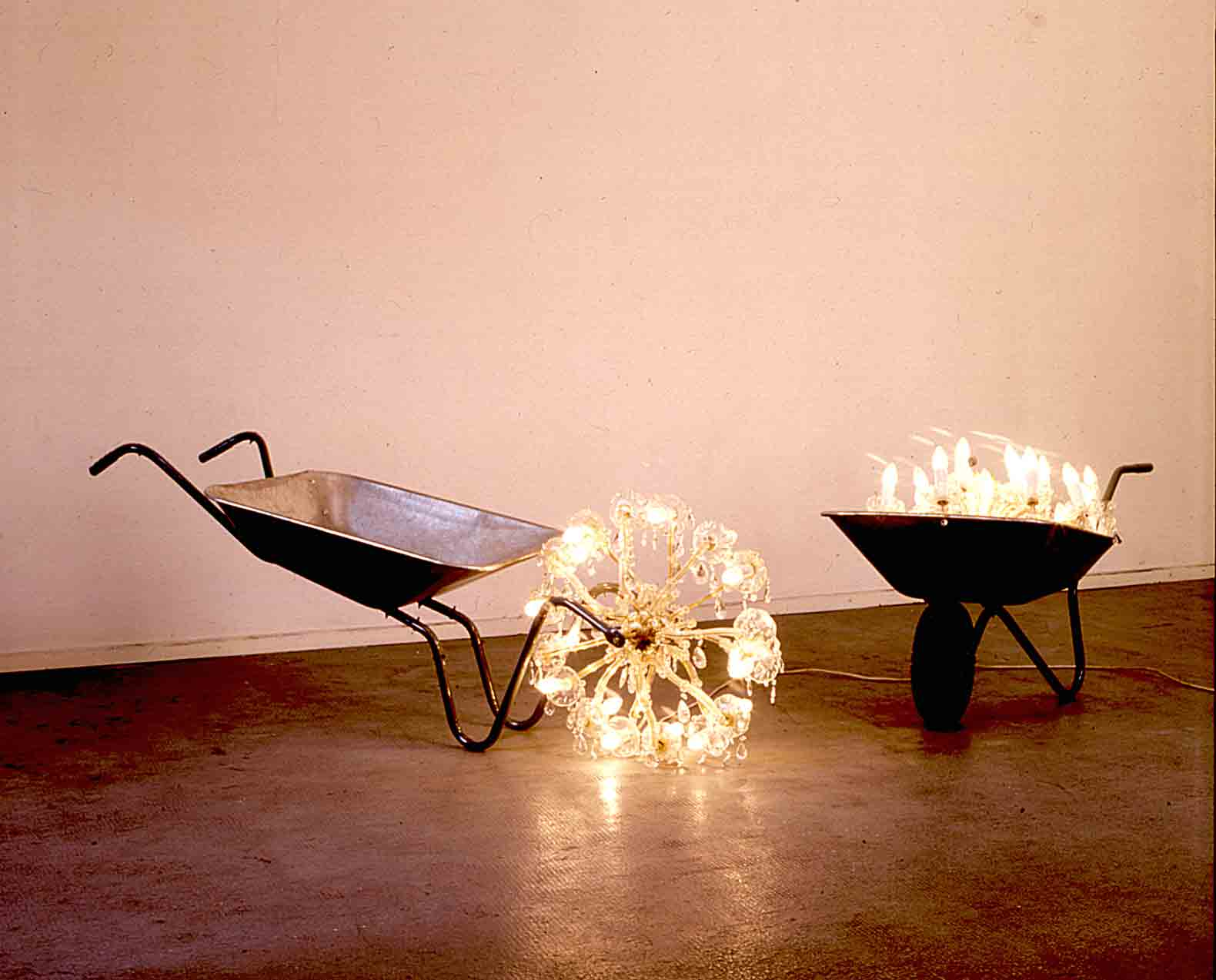
Arbeiten im Reichtum 3 und 7, Hamburger Kunsthalle, 1983

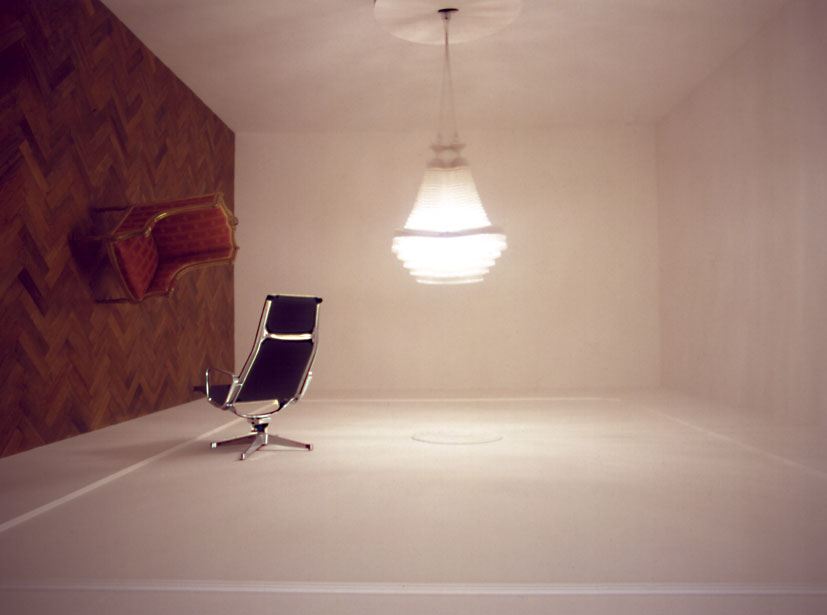
Ich liebe Dich, 1983, Städtische Galerie im Lenbachhaus München

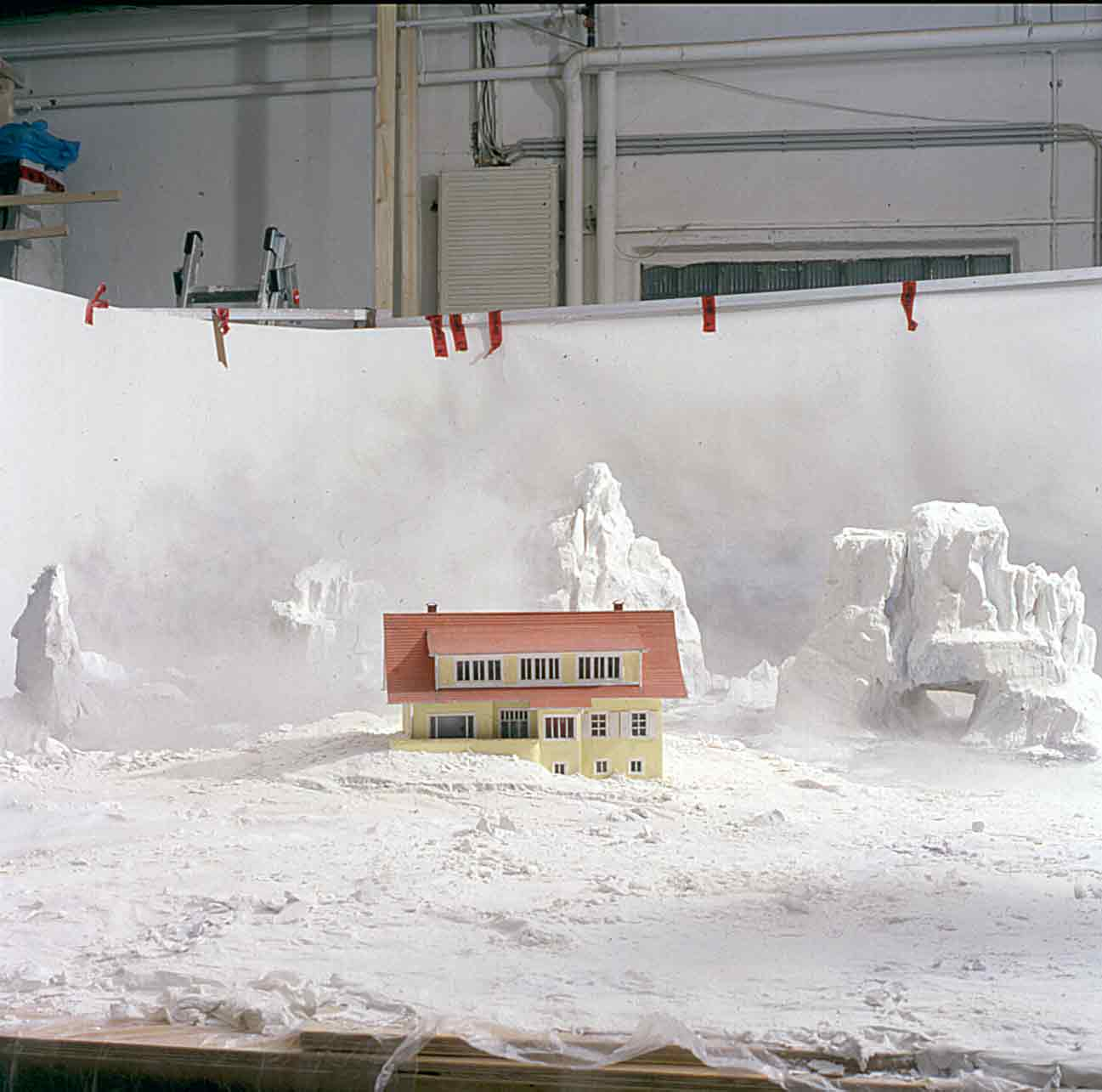
shining, 2004, Museum Moderner Kunst Stiftung Ludwig (MUMOK) Wien, Installationsansicht (Modell des Elternhauses des Künstlers)

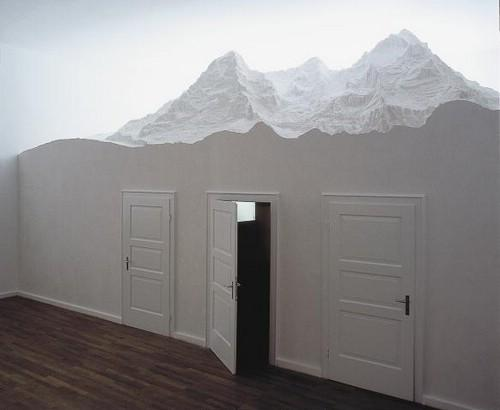
8,5 Zi.Wohnung f.Künstler, 49 J., 2002, Städtische Galerie im Lenbachhaus München, Detail

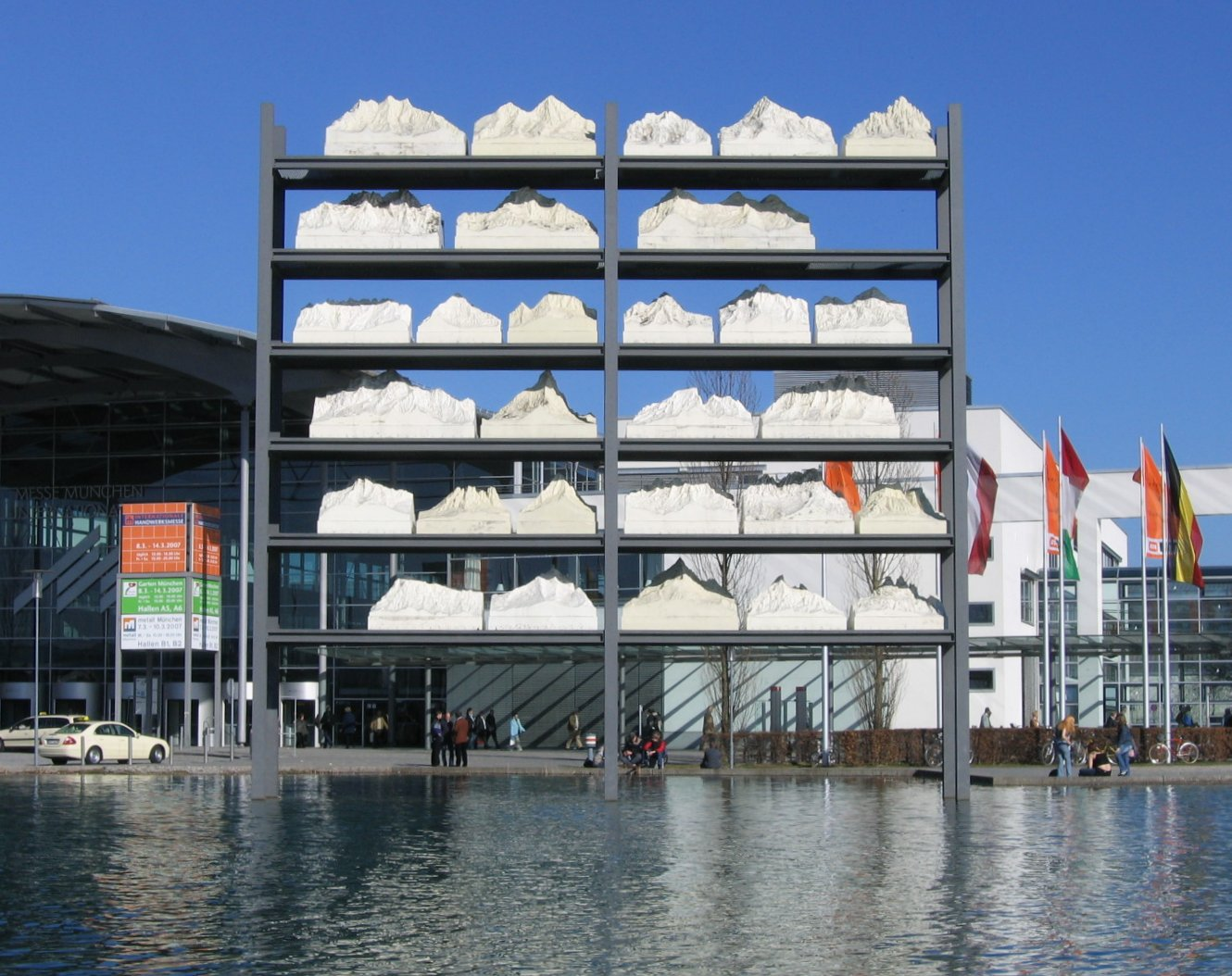
Gran Paradiso, 1997 (Neue Messe München)

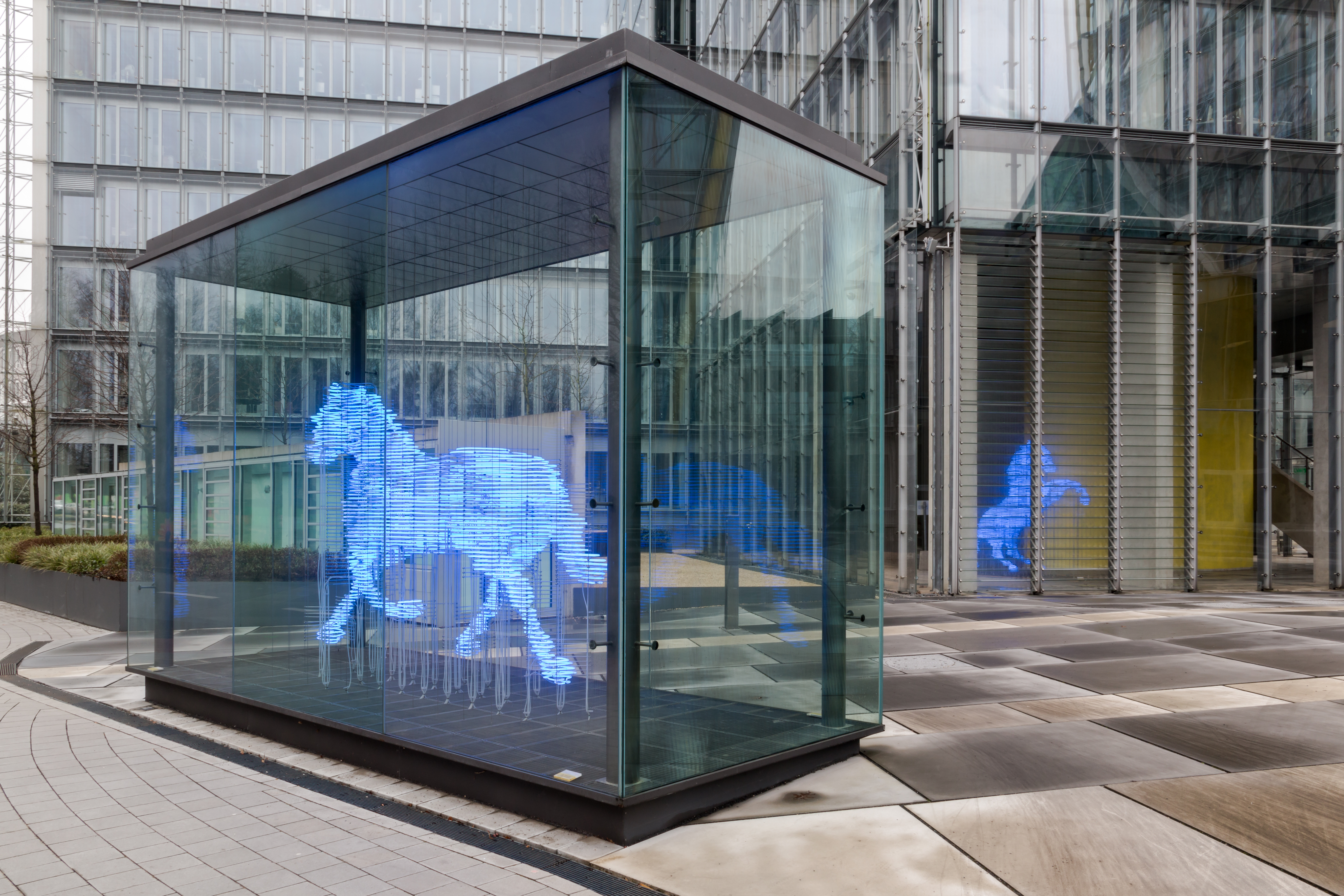
Zwei Pferde für Münster, 2002 (LVM Landwirtschaftlicher Versicherungsverein Münster)

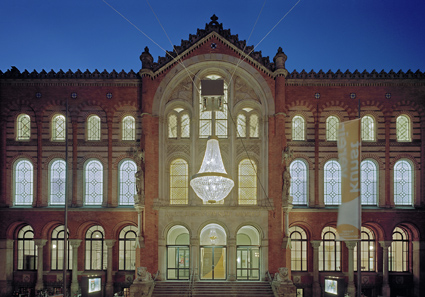
Das Große Leuchten, 2006 (Künstlerhaus Hannover)

Stephan Huber (* 1952 in Lindenberg im Allgäu) ist ein deutscher Bildhauer und Objektkünstler. Seine meist großformatigen, oft im öffentlichen Raum realisierten Werke verallgemeinern autobiografische Motive zu allgemeingültigen Symbolen sozialer oder seelischer Zustände, die über das Private hinausreichen. Mit ihrer katholisch-opulenten Bilderfreudigkeit stellen sich Hubers Arbeiten in die Tradition des barocken Welttheaters spezifisch bayerischer Prägung.

## Leben
Zwischen 1971 und 1978 studierte Huber bei Horst Sauerbruch an der Akademie der Bildenden Künste München. 1980–1981 verbrachte er ein Jahr als Stipendiat am P.S.1 in New York. Nach ersten Einzelausstellungen im Münchner Lenbachhaus, dem Westfälischen Kunstverein Münster und dem Bonner Kunstverein war er 1987 Teilnehmer der Documenta 8 in Kassel. 1989–1990 unterrichtete er als Gastprofessor an der Kunstakademie in Karlsruhe. Harald Szeemann lud ihn 1999 ein, auf der Biennale di Venezia eine große Installation im ehemaligen Marinestützpunkt, dem Arsenale, zu realisieren. Seit 2004 ist Huber als Nachfolger von James Reineking, dessen Lehrstuhl er zuvor vertreten hatte, Professor an der Münchner Kunstakademie. Im selben Jahr wählte ihn die Bayerische Akademie der Schönen Künste zum Mitglied in der Klasse Bildende Kunst. Stephan Huber ist verheiratet und hat zwei Töchter, er lebt in München und im Ostallgäu. Sein Werk wurde vielfach ausgezeichnet, unter anderem mit dem Rolandpreis für Kunst im öffentlichen Raum (Bremen, 2007) und dem Kunstpreis der Stadt München (2008).

## Künstlerisches Werk
Stephan Hubers Werk, das sich aus plastischen und raumbezogenen Anfängen heraus seit Mitte der 1980er-Jahre zu großer medialer Breite entwickelte, umfasst neben Objekten und Installationen auch Graphiken, Filme, performative Projekte und Puppentheaterstücke. Seine Arbeiten sind durch eine reiche, erzählerische Sprache gekennzeichnet, die ihre weit ausgreifenden autobiographischen, kunsthistorischen, politischen oder literarischen Bezüge zu prägnanten, archetypischen Bildern verdichtet. So schafft Huber zwar stets persönlich gefärbte, aber zugleich universal lesbare und emotional erfahrbare „Ikonographien, in denen sich ein hoher intellektueller und ästhetischer Anspruch mit unmittelbarer Verständlichkeit verbindet.“ Die manchmal pathetische Überwältigungsästhetik, die dabei zum Einsatz kommt, wird zugleich durch humorvolle Offenlegung ihres Mechanismus, durch ironische Distanzierung oder eine unerwartete Wendung des Geschehens gebrochen und humanisiert.
Zu den immer wiederkehrenden Metaphern in Hubers Werk gehören exakt maßstabsgetreu modellierte, neutral weiße Modelle von Alpengipfeln, die, aus ihrem Zusammenhang isoliert, als archaische bildhauerische Urformen stehenbleiben und in ihrer Ambivalenz von Schönheit und Bedrohung an die romantische Konzeption des Sublimen anknüpfen (Gran Paradiso, Neue Messe München, 1997; Depositopo, Biennale von Venedig, 1999); überdimensionale Hüte, die sowohl beschirmen als auch wie Damoklesschwerter über den Köpfen der Betrachter schweben (Grünes Dach, Coburg, 1998); oder hin und her pendelnde Kandelaber, die eine für alternativlos genommene Ordnung in einen unwägbaren, wie Buridans Esel von einem Extrem ins andere stürzenden Zustand der fortwährenden Unsicherheit versetzen (Acta non verba, Villa Demidoff, Pratolino, 1986; Sleep Of The Reason, Royal Scottish Academy Edinburgh, 1987).
Das Spiel mit der irritierenden Verfremdung, die vermeintliche Gewissheiten brüchig werden lässt und so erst bewusstmacht und hinterfragt, ist charakteristisch für Hubers Werk. „In der Tradition des Münchner Dadaismus“ arbeiten Hubers Skulpturen und Installationen mit der Vertauschung des gewohnten Kontextes (ein Kronleuchter hängt zwischen Hausfassaden: Das große Leuchten, Vorplatz des Künstlerhauses Hannover, 2006), mit Größenverschiebungen (Bergmodelle rücken Fernes in greifbare Nähe: From the Bergs, Villa Jauss Oberstdorf, 2003; übergroße Hüte lassen den Betrachter schrumpfen, winzige Türen zwingen ihm beim Durchschreiten eine gebückte Haltung auf: Ichkuppel, Projektraum Berlin, 1997), mit der Veränderung von Perspektiven (eine Zimmereinrichtung ist um 90° gedreht: Ich liebe Dich, Städtische Galerie im Lenbachhaus München, 1983; unter dem Fußbodenparkett taucht Deckenstuck auf: Der Raum des Vaters, Bonner Kunstverein, 1984), Paradoxien (eine Ziegelwand fällt wie ein Vorhang herab: Rotwand : Diaphan, Städtische Galerie im Lenbachhaus München, 1996) und Überraschungen (hinter aufklappbaren Fensterläden verbergen sich Katastrophenvideos, hinter Schranktüren Ausblicke auf den Sternenhimmel: Der Schrank, Hypo-Bank Magdeburg, 1994; aus einer Wolkenskulptur fällt unvermutet Regen: Cumulus : Cambodunum, Theaterplatz Kempten, 2007).
Oft kombiniert Huber einzelne Arbeiten zu Raumpassagen, die sukzessive zu erkunden sind (Das Spielzimmer, Bonner Kunstverein, 1984; Rote Sonnen, Kunstraum München, 1986). Der bisher umfangreichste derartige Werkkomplex entstand 2001 / 2002 für Einzelausstellungen im Lenbachhaus München, im Museum der bildenden Künste Leipzig und im Kunstverein Hannover. Unter dem Titel 8,5 Zi.-Whg. f. Künstler, 49 J. (bzw. 7,5 Zi.-Whg.... / 8-Zi.-Whg....) führte Huber zahlreiche aufeinander bezogene skulpturale, installative, graphische und filmische Werke zu einem sich über mehrere Kabinette erstreckenden Ensemble zusammen, das in seiner Gesamtheit als ästhetisches Psychogramm des Künstlers zu verstehen war.
Diese Arbeit an der eigenen Biografie zieht sich durch Hubers gesamtes Schaffen. Verweise auf die Herkunft des Künstlers – etwa Berge oder großbürgerliche Interieurs – mischen sich dabei mit fiktionalen Elementen (so in dem oft variierten Werk Shining, in dem Huber ein Modell des realen elterlichen Hauses in eine surreal-menschenleere Eiswüste versetzt). Indem Huber sich selbst zum Protagonisten macht und seine Heimat, seine Kindheit, aber auch Gesehenes, Gelesenes, Erinnertes thematisiert, umreißt er den eigenen sozialen, geografischen wie intellektuellen Horizont, innerhalb dessen er sich bewegt (beispielhaft in den Buchobjekten, die echte und frei erdachte literarische Bezüge unterschiedslos und gleichwertig behandeln: Der Schrank, 1978; Katastrophen und Rettung, Versicherungskammer Bayern, München, 2005). Wie Hubers scheinbar konkret lokalisierbare „Landschaften“ nicht als Abbilder wirklicher physischer Gegebenheiten, sondern als Sinnbilder einer psychoanalytisch reflektierten „Seelenlandschaft“ zu lesen sind, ist auch „Heimat“ für ihn kein vornehmlich geographischer Begriff, sondern als Chiffre für jede Form der persönlichen Verortung ein Gegenmodell zu globaler Ortslosigkeit und Selbstentfremdung.
Paradigmatisch für diese Haltung sind die Karten, die Huber seit den späten 1990er-Jahren entwirft: Collagen echter und erfundener Landkarten, in denen sich persönliche Erlebnisse, Erfahrungen, Wünsche und Prägungen in einer fiktiven räumlichen Ordnung und anspielungsreichen topografischen Bezeichnungen niederschlagen. Es entstehen halbdokumentarische, durch die scheinbar unbestechliche Exaktheit des Kartenmaterials verbriefte Ordnungssysteme, mit denen der Künstler die eigene Existenz vermisst und den Einzugsbereich seines Denkens und Handelns abzustecken unternimmt. Der Versuch eines erschöpfenden, widerspruchsfrei gültigen Weltbildes aber bleibt stets Fragment, weil die den Künstler umgebende, ihn ausmachende Welt nicht in einem Panoramablick erfasst werden kann, sondern aus immer neuen Perspektiven kartographiert, also revidiert werden muss. 2015 veröffentlichte Huber alle bis zu diesem Zeitpunkt entstandenen Karten in seinem Weltatlas, einem Künstlerbuch, das in bewusster Anlehnung an den Diercke Weltatlas gestaltet war.
Das Prinzip, auf historische und örtliche Tatsachen bezugzunehmen und sie fiktiv weiterzudenken, hat Huber auch in zahlreichen Arbeiten verfolgt, die er als Kunst-am-Bau-Projekte in kommunalem oder privatem Auftrag realisierte: In vier Filmen für das Leibniz-Rechenzentrum (Garching bei München) etwa trifft Gottfried Wilhelm Leibniz u. a. mit Theodor W. Adorno, Stephan Huber und dem Teufel zusammen und verhandelt mathematische wie ästhetische Fragen (Großes Lob des binären Systems, 2006); die Frankfurter Treppe im Main Tower (Frankfurt am Main, 1999) und das Stiftermosaik im Leipziger Museum der bildenden Künste (2003) versammeln Persönlichkeiten unterschiedlicher Epochen zu unmöglichen Gruppenporträts; von Hubers Auseinandersetzung mit dem dichterischen Werk Else Lasker-Schülers schließlich zeugt das ebenfalls in Mosaiktechnik gefertigte Denkmal für die Schriftstellerin in Wuppertal (Meinwärts, 1989).
In den letzten Jahren hat Hubers Interesse an bühnenhaften Szenarien und episodischen Erzählungen zur Produktion mehrerer Puppentheaterstücke und Marionettenspiele geführt. In betont burlesker Manier dient die Figur des Kasperl als unverfälscht-naiver Kontrast zum Zeitgeschehen und seinen mitunter künstlich verkomplizierten intellektuellen Diskursen, in die der Kasperl schicksalhaft verwickelt wird (Love and Peace, 2008; Drei Kasperlstücke für das Ruhrgebiet, 2010). Daneben entstanden Vortragsperformances mit Video- und Chorbegleitung.
Als Kurator betreute Huber 2005 das Kunstprojekt Evergreen der Akademie der Bildenden Künste München auf der Bundesgartenschau in München-Riem (zusammen mit Hermann Pitz und Florian Matzner) sowie die künstlerische Ausgestaltung des Münchner Petuelparks (auf einer unsichtbaren Straße, auf der Höhe ihrer Fenster…, 2000–2004), mit Werken von Barbara Bloom, Bogomir Ecker, Rodney Graham, Hans van Houwelinen, Harald Klingelhöller, Raimund Kummer, Aribert von Ostrowski, Kiki Smith, Pia Stadtbäumer, Roman Signer und Dietmar Tanterl.

## Auszeichnungen
- 1981 Stipendiat am New Yorker P.S.1
- 1984 Arbeitsstipendium der Stiftung Kunstfonds
- 1984 Förderpreis für Bildende Kunst der Landeshauptstadt München
- 1985 Karl-Hofer-Preis, Berlin
- 1986 Bayerischer Kunstförderpreis und Kunstpreis Glockengasse, Köln
- 1999 W.-Krafft-Preis, Stuttgart
- 2006 Rolandpreis für Kunst im öffentlichen Raum, Bremen
- 2008 Kunstpreis der Landeshauptstadt München

## Werke im öffentlichen Raum
- 2016 Unsere Welt, Grundschule Berg am Laim, München
- 2013 Lakrebö / Die Tüftler, Kreissparkasse Böblingen
- 2013 L’Allgäu probablement, Verwaltungsgebäude der Meckatzer Löwenbräu KG, Heimenkirch
- 2013 Aspern Affairs, künstlerische Gestaltung der U-Bahn-Station Aspern Nord, Wien
- 2011 Allgäu – revisited, Sparkasse Memmingen-Lindau-Mindelheim, Memmingen
- 2010 Drei Kasperlstücke für das Ruhrgebiet, Puppentheater an öffentlichen Orten im Ruhrgebiet, im Rahmen der Ausstellung Emscherkunst.2010, Essen
- 2010 In und um und um herum, Leuchtkasteninstallation, Universitätsklinikum Ulm
- 2010 Raining Hat, Brunnenplastik, Landesgartenschau Rosenheim
- 2008–2010 Arbeiten im Reichtum 2, Aktionsreihe im öffentlichen Raum, Bremen
- 2007 Cumulus:Cambodunum, Brunnenplastik vor dem Stadttheater Kempten
- 2006 Das große Leuchten, Außeninstallation vor dem Künstlerhaus Hannover
- 2006 Großes Lob des binären Systems, Leibniz-Rechenzentrum, Garching bei München
- 2005 Katastrophen und Rettung, Versicherungskammer Bayern, München
- 2004 Stiftermosaik, Neues Museum der bildenden Künste, Leipzig
- 2002 Zwei Pferde für Münster, LVM Versicherung, Münster (Westfalen)
- 2002 Im Fluß, Allianz-Versicherung, Frankfurt am Main
- 1999 Frankfurter Treppe / XX. Jahrhundert, Main Tower, Frankfurt am Main
- 1998 Grünes Dach, HUK-Coburg-Versicherung, Coburg
- 1998 Dächer, Hamburg-Mannheimer Versicherung, Hamburg
- 1997 Gran Paradiso, Neue Messe München
- 1994 Hauptbahnhof Nord, Installation in der U-Bahn-Station Hauptbahnhof Nord, Hamburg (mit Raimund Kummer)
- 1992 Die Alpen, Brunnen, Flughafen München
- 1989 Meinwärts (Else-Lasker-Schüler-Denkmal), Casinokreisel, Wuppertal
- 1987 Rote Sonnen, vier Mosaike, Kokerei Zollverein, Essen
- 1987 Cello, Stadtgarten Essen, Essen
- 1981/82 Fliegen und Ratten, Installation an der Süd-Außenfassade der Städtischen Galerie im Lenbachhaus und Kunstbau, München[3]

## Ausstellungen
- 2017 Linz, Offenes Kulturhaus Oberösterreich: Alice’ verdrehte Welt
- 2016 Frankfurt, Museum für Moderne Kunst: Südlich-biographisches Panorama
- 2016 Lindenberg, Kulturfabrik: Zarathustra im Zitronenstadel (Einzelausstellung)
- 2015 Bruneck, Messner Mountain Museum Ripa: El Capitan
- 2015 Kassel, Stadtmuseum: Utopie Documenta
- 2015 Nantes, HAB Galerie (Frac): Ouverture pour inventaire
- 2015 München, ERES-Stiftung: Weltatlas (Einzelausstellung)
- 2014 Berlin, Akademie der Künste und Vaduz, Kunstmuseum Liechtenstein: Lens-based sculpture
- 2014 Bonn, Kunstmuseum: Große Geister
- 2013 Mannheim, Kunsthalle: Nur Skulptur
- 2013 München, Städtische Galerie im Lenbachhaus: An der Isar
- 2013 Bonn, Kunstmuseum: Heimsuchung. Unsichere Räume in der Kunst der Gegenwart
- 2013 Pforzheim, Kunstverein Pforzheim: Ansichtssache Landschaft
- 2013 Wien, Galerie Charim (Einzelausstellung)
- 2012 München, Deutsche Gesellschaft für christliche Kunst: Tod. 22 Kunstwerke
- 2012 Hamburg, Kunsthalle: Alice im Wunderland der Kunst
- 2012 Nowy Sącz, Galeria BWA SOKÓŁ: Void
- 2011 New York, Newman Popashvili Gallery: The empire strikes back (Einzelausstellung)
- 2011 Karlsruhe, Zentrum für Kunst und Medientechnologie: Hirschfaktor. Die Kunst des Zitierens
- 2011 Graz, Kunsthaus: Die Vermessung der Welt. Heterotopien und Wissensräume in der Kunst
- 2010 Ulm, Kunstverein: from the bergs 2 (Einzelausstellung)
- 2010 Århus, ARoS: I LOVE YOU
- 2010 Potsdam, Villa Schöningen: 1989
- 2010 Essen, Emscherkunst.2010
- 2009 Bonn, Kunstmuseum: Reloaded
- 2009 Wien, Kunsthalle: 1989. Ende der Geschichte oder Beginn der Zukunft
- 2009 Hamburg, Kunsthalle: MAN SON 1969
- 2008 Saragossa, Expo 2008: El mundo del hielo
- 2006 Karlsruhe, Zentrum für Kunst und Medientechnologie: Lichtkunst aus Kunstlicht
- 2006 Wien, Museum Moderner Kunst Stiftung Ludwig Wien (MUMOK): Why pictures now
- 2006 Bozen, Messner Mountain Museum Firmian: In die Berge schreien
- 2006 Leipzig, Museum der bildenden Künste: Ballkünstler
- 2005 München, Kubus im Petuelpark: Kalte Kammer (Einzelausstellung)
- 2005 Metz, Fonds régional d'art contemporain Lorraine: Quand les latitudes deviennent suisses
- 2005 Berlin, Palast der Republik: Fraktale 04
- 2003 Essen, Museum Folkwang: Klopfzeichen – Wahnzimmer
- 2003 Bremen, Städtische Galerie: NO CITY – NO ART
- 2003 Hannover, Kunstverein: Die Lust des Kartographen
- 2002 München, Städtische Galerie im Lenbachhaus: 8,5 Zi.-Whg. f. Künstler, 49 J. (Einzelausstellung)
- 2002 Heidelberg, Kunstverein: Der Berg
- 2002 Bozen, Museion: Stanze II
- 2001 Hannover, Kunstverein: 7,5 Zi.-Whg. f. Künstler, 49 J. (Einzelausstellung)
- 2001 Leipzig, Museum der bildenden Künste: 8-Zi.-Whg. f. Künstler, 49 J. (Einzelausstellung)
- 2000 Kiel, Kunsthalle, und Leipzig, Museum der bildenden Künste: Desert and Transit
- 1999 Venedig, Biennale di Venezia: d’APERTutto
- 1999 München, Städtische Galerie im Lenbachhaus: Das Gedächtnis öffnet seine Tore
- 1998 Neapel, Pompeiorum Villa Comunale
- 1998 Hamburg, Kunstverein: Fast forward
- 1997 Wien, Kunsthalle: Alpenblick
- 1995 Gent, Museum Dhondt-Dhaenens: Leo Copers, Stephan Huber
- 1994 Mannheim, Kunsthalle: Bauplatz (Einzelausstellung)
- 1994 München, Haus der Kunst: Scharf im Schauen
- 1993 Wuppertal, Von-der-Heydt-Museum: Nordwand Südkreuz (Einzelausstellung)
- 1993 München, Kunstverein: Die Arena des Privaten
- 1991 Antwerpen, Museum van Hedendaagse Kunst: Naackte Schoonheid
- 1991 Bonn, Kunstverein: Projekt Magnetbahn
- 1991 Stuttgart, Württembergischer Kunstverein: Das goldene Zeitalter
- 1990 München, Städtische Galerie im Lenbachhaus: Bild für Bild
- 1989 Belgrad, Museum für zeitgenössische Kunst: Neue deutsche Kunst
- 1989 Bonn, Kunstverein: Die Gegenwart der vergangenen Zeit
- 1989 Antwerpen, Museum van Hedendaagse Kunst: Beyond the Everyday Object
- 1988 Frankfurt am Main, Kunstverein: Die große Oper
- 1988 Hamburg, Kunsthaus und Kunstverein: Arbeit in Geschichte. Geschichte in Arbeit
- 1987 Kassel, Fridericianum: Documenta 8
- 1987 Glasgow, Third Eye Centre (Einzelausstellung)
- 1987 Bonn, Kunstverein: Wechselströme
- 1987 Essen, Museum Folkwang: Kunst im öffentlichen Raum
- 1987 Graz, Neue Galerie: steirischer herbst / trigon
- 1987 Bonn, Kunstverein: Die große Oper
- 1986 Florenz, Salone Villa Romana (Einzelausstellung)
- 1986 München, Kunstraum: Rote Sonnen (Einzelausstellung)
- 1986 Hamburg, Kunstverein: Raum für Raum
- 1985 Bern, Kunsthalle: Alles und noch viel mehr
- 1985 Berlin, Nationalgalerie: Deutsche Kunst 1945–1985
- 1984 Bonn, Kunstverein: Das Spielzimmer (Einzelausstellung)
- 1984 Berlin, NGBK / Künstlerhaus Bethanien: Wer überlebt, winkt
- 1984 Köln, Kunstverein: Kunstlandschaft Bundesrepublik
- 1982 Münster, Westfälischer Kunstverein: Das Gottesreich fliegt: der Kunstverein tanzt (Einzelausstellung)
- 1983 München, Städtische Galerie im Lenbachhaus: Aktuell 83
- 1983 Bonn, Kunstverein: Aspekte kritischer Kunst
- 1981 München, Städtische Galerie im Lenbachhaus: Stephan Huber im P.S 1 in New York – Drei Phasen einer Arbeit (Foyerausstellung)
- 1980 München, Kunstforum: Das Mehl (Einzelausstellung)
- 1980 New York, P.S.1, Institute for Art and Urban Resources

## Monografien
- Stephan Huber, In-situ-Projekte, 1998, Prestel Verlag München, London, New York, mit Texten von Helmut Friedel, Stephan Schmidt-Wulffen, Lynne Cook, Uwe M. Schneede, Armin Zweite u. a.
- Stephan Huber, In-situ-Projekte II. Katastrophen und Rettung, 2010, Kunstverlag Josef Fink, Lindenberg, mit Texten von Stephan Berg und Stephan Huber.
- Weltatlas. Hirmer Verlag, München 2015, ISBN 978-3-7774-2387-6.[4]

## Ausstellungskataloge, weitere Publikationen
- Stephan Huber, Das Gottesreich fliegt – der Kunstverein tanzt, Ausst.-Kat. Westfälischer Kunstverein Münster 1982, mit Text von Thomas Deecke
- Stephan Huber, Lager im Kopf, 1983, Verlag Kretschmer & Grossmann, Darmstadt
- Stephan Huber, Ausst.-Kat. Bonner Kunstverein, 1984, mit Texten von Margarethe Jochimsen, Helmut Friedel, Stephan Huber, Michael Schwarz, Thomas Deecke, Hermann Pitz
- Das Engadinprojekt, 1987, Künstlerhaus Bethanien, Berlin, mit einem Interview zwischen Stephan Huber und Uwe M. Schneede
- Stephan Huber, 1989, Künstler, Kritisches Lexikon der Gegenwartskunst, Text von Stephan Schmidt-Wulffen
- Stephan Huber, Raimund Kummer, 1991, Ausst.-Kat. Hamburger Kunsthalle, mit Texten von Monika Steinhausen, Uwe M. Schneede, Armin Zweite, Thomas Deecke, Margarethe Jochimsen, Helmut Friedel u. a.
- Stephan Huber, Nordwand Südkreuz, 1993, Ausst.-Kat. Von der Heydt-Museum Wuppertal, mit Texten von Ludger Derenthal und Stephan Huber
- Stephan Huber, Raimund Kummer, Hauptbahnhof Nord, 1994, Kulturbehörde Hamburg, mit Texten von Uwe M. Schneede, Achim Könneke, Ludger Derenthal
- Stephan Huber, Bauplatz, 1994, Ausst.-Kat. Kunsthalle Mannheim, mit einem Interview zwischen Jochen Kronjäger und Stephan Huber
- Vier Texte zu Stephan Huber, 2001, Ausst.-Kat. Kunstverein Hannover, Museum der bildenden Künste Leipzig, Städtische Galerie im Lenbachhaus München, vier Bände im Schuber
- …auf einer unsichtbaren strasse auf der höhe ihrer fenster...., 2006, Katalog zum Kunstprojekt Petuelpark, Prestel Verlag, München/New York, mit Texten von Uwe M. Schneede und Stephan Huber
- Montags bei Petula Park. 12 performative Abende im Café Petuelpark, 2008, hg. von Stephan Huber und dem Lenbachhaus München
- Hans-Jürgen Hafner: Stephan Huber. Leibniz, Larifari und der Teufel, 2008, Kunstforum 191
- Evelyn Schels: Vor den Bergen: Der Bildhauer Stephan Huber, Filmdokumentation, Erstausstrahlung am 21. November 2010, Bayerisches Fernsehen
- Thomas Dreher: Huber. Zeichen-Körper Artefactum, Nr.20/September-October 1987, S. 24–29